# Dictionnaire bassa-français
Le dictionnaire français-bassa est un dictionnaire bilingue qui présente les équivalences entre une des langues du Cameroun, la langue Bassa et la langue française.   

## Dictionnaires bassa-français
À partir du 20e siècle, plusieurs dictionnaires bassa-français ont été publiés :
- Le père spiritain breton Julien Perono, arrivé au Cameroun en 1928[1], s'appuie sur des mots utilisés chez les Babimbi pour rédiger son dictionnaire bassa-français, un écrit inédit[2]. Sa grammaire bassa sera publiée en 1954 par la mission catholique de Douala[3].
- En 1973, Pierre LEMB et le père François de Gastines au Collège Libermann de Douala (Cameroun) publie un dictionnaire Bassa-Français[4], qui est une adaptation du dictionnaire allemand-bassa. Dans sa préface, le père Pierre Meinrad Hebga ressort une parenté entre les langues bantoues et les langues sémitiques, en particulier l'hébreu[5].
- En 2008, Bellnoun Momha publie un dictionnaire bassa-français de 522 pages préfacé par Pierre Meinrad Hebga qui fait partie d'une série de trois dictionnaires : bassa-français, français-Bassa et bassa-bassa[6].

## Caractéristiques et contenu
Témoignage de la vivacité d'un peuple, les outils de diffusion et d'enseignement de la langue bassa à l'instar des dictionnaires bassa-français permettent de la conserver et de la faire évoluer. 
- Le dictionnaire bassa-français publié par Bellnum Mohma ressort l'équivalence en langue française des mots, expressions et proverbes de la langue Bassa. Son approche linguistique vise une meilleure connaissance de la culture et de la langue Bassa. L'ouvrage met en exergue le potentiel de l'alphabet Bassa avec vingt et une lettres qui va de la lettre A à la lettre Y et la particularité de la  doublure de la lettre N  qui apporte une phonétique singulière. Dans l'ordre alphabétique, le dictionnaire précise la catégorie des mots Bassa et leur appellation. Le dictionnaire synthétise la tradition Bassa à travers  un recueil de 160 proverbes qui y occupent une  place centrale. Enfin, les pays du monde et les noms propres sont aussi présentés[8].